# Almedia
Almedia és una concentració de població designada pel cens dels Estats Units a l'estat de Pennsilvània. Segons el cens del 2000 tenia 1.056 habitants.

## Demografia
Segons el cens del 2000, Almedia tenia 1.056 habitants, 467 habitatges, i 335 famílies. La densitat de població era de 647,2 habitants per quilòmetre quadrat.
Dels 467 habitatges en un 25,1% hi vivien nens de menys de 18 anys, en un 61,7% hi vivien parelles casades, en un 7,9% dones solteres, i en un 28,1% no eren unitats familiars. En el 25,3% dels habitatges hi vivien persones soles el 13,7% de les quals corresponia a persones de 65 anys o més que vivien soles. El nombre mitjà de persones vivint en cada habitatge era de 2,26 i el nombre mitjà de persones que vivien en cada família era de 2,67.
Per edats la població es repartia de la següent manera: un 18,4% tenia menys de 18 anys, un 5,3% entre 18 i 24, un 25,4% entre 25 i 44, un 29,9% de 45 a 60 i un 21% 65 anys o més.
L'edat mediana era de 46 anys. Per cada 100 dones de 18 o més anys hi havia 92 homes.
La renda mediana per habitatge era de 38.403 $ i la renda mediana per família de 46.250 $. Els homes tenien una renda mediana de 29.830 $ mentre que les dones 27.083 $. La renda per capita de la població era de 18.262 $. Entorn del 4,4% de les famílies i el 7,7% de la població estaven per davall del llindar de pobresa.

## Poblacions més properes
El següent diagrama mostra les poblacions més properes.